# Navedzhi II a Ditend
 (mars 2025).
Navedzhi II (mort vers 1852) fut le 7ème souverain de l'empire Lunda de 1800 à 1852.

## Biographie
Descendant de la dynastie Kateng, sa mère était Lueji Ditenda. Il monta sur le trône en 1800, mais était encore un enfant. À cette époque, il y avait une lutte entre la noblesse et au sein de la dynastie, à la suite de laquelle l'effondrement de l'empire Lunda a commencé. Navedzhi II prend le pouvoir en 1821.
Il se fixe pour objectif de raviver le pouvoir de l'état en apprivoisant les anciens vassaux. Pour ce faire, il achète des armes à feu aux Portugais, grâce auxquelles il inflige de nombreuses défaites à ses adversaires. Au cours des campagnes, il capturait activement des esclaves, qu'il vendait ou échangeait contre des armes, etc. Il établissait des relations commerciales directes avec les commerçants portugais, ce qui conduisit à une guerre avec Cassange, qui se trouvait sur la route de la traite des esclaves avec les Portugais en Angola. La guerre dura jusqu'à la mort de Navedzhi II.
Il se concentre ensuite sur le développement de la traite négrière. Lorsqu'une caravane de marchands d'esclaves arrivait à la résidence de Navedzhi II, celui-ci prit tous les biens qu'elle apportait et, en échange, il désignait les villages qu'il donnait au pillage. Les habitants de ces villages ont été capturés par des marchands d'esclaves et emmenés sur la côte de l'océan Atlantique, où ils ont été vendus comme esclaves. En conséquence, l’assujettissement des peuples et des tribus est devenu nécessaire pour préserver le volume de la traite négrière.
Cependant, la situation s'aggrave lorsque, sous la pression de la Grande-Bretagne, en 1836, le Portugal interdit la traite des esclaves en Angola. Navedzhi II déclara alors qu'il ne s'agissait pas d'esclaves, mais de forçats, qu'il souhaitait envoyer au Portugal en échange d'argent ou d'autres quelques choses. Depuis 1834, il commence activement à développer le commerce de l'ivoire. Cela a été fait par les tribus Chokwe, qui ont payé un tribut à l'empereur pour cela. À la fin des années 1840, il autorisa le commerçant portugais Antonio da Silva Porto à tracer ses routes caravanières à travers Lunda.
Navedzhi II mourut vers 1852. Mulaj a Namwan lui succéde.

## Sources
- Davidson, Basil, La traite des esclaves africains. Boston, 1980.
- Edgerton, Robert B., Le cœur troublé de l'Afrique : une histoire du Congo. New-York, 2002.